# Mosenberg (Weismain)
Mosenberg ist ein Dorf mit 53 Einwohnern und ein Stadtteil von Weismain im oberfränkischen Landkreis Lichtenfels, im Norden des Freistaates Bayern.

## Geografische Lage
Mosenberg befindet sich auf 501 m ü. NN auf einer Hochebene östlich des Kleinziegenfelder Tals. Die Hochebene gehört zu den nördlichen Ausläufern des Frankenjuras im Naturpark Fränkische Schweiz-Veldensteiner Forst. Südlich des Dorfes befindet sich der Kötteler Grund, ein Nebental des Kleinziegenfelder Tals. Die nächsten Ortschaften sind Schammendorf, Waßmannsmühle, Wallersberg, Weihersmühle, Arnstein, Bojendorf, und Frankenberg. Der Stadtkern von Weismain befindet sich rund 4,4 Kilometer nordöstlich.

## Geschichte

### Etymologie
1360 wurde der Ort erstmals als „Maßenperg“ genannt. Aus dem Jahr 1422 ist die Schreibweise „Mosenberg“, von 1433 „Mossenberg“ und von 1560 „Osenberg“ überliefert. Der heutige Ortsname entstand als Agglutination; der Artikel verschmolz mit dem Ortsnamen, der vermutlich zu dem Asenberg lautete. Es handelt sich also um einen theophoren Ortsnamen, einen Siedlungsnamen mit dem Bestandteil eines Götternamens, da es sich bei den Asen um das jüngere Göttergeschlecht der germanischen Mythologie handelt. Besonders deutlich wird die Herkunft des Namens in der überlieferten Schreibweise von 1560, die als Reinform des Namens anzusehen ist. Da der Ortsname auf den Namen des Berges zurückgeht, auf dem das Dorf sich befindet, liegen die Ursprünge des heutigen Dorfnamens in der Benennung des Berges in vorchristlicher Zeit.

### Vor- und Frühgeschichte
Die Hochfläche rund um Mosenberg war bereits in vorchristlicher Zeit besiedelt. Aus dieser Periode sind mehrere Hügelgräber südöstlich und östlich der Ortschaft erhalten. Zwei der Hügelgräber wurden durch ihren Entdecker, den Islinger Pfarrer Lukas Hermann (1807–1863) 1840 archäologisch untersucht. Sie wiesen jeweils eine Höhe von 1,5 Metern auf, bei einem Durchmesser von ca. 20 Metern. In einem der beiden waren drei Personen bestattet, denen als Grabbeigaben Wetzsteine aus Schiefer und Schweinezähne beigelegt worden waren. Im anderen konnten durch Hermann fünf Ohrringe aus Erz sowie einige eher kunstlos hergestellte Tongefäße geborgen werden. Die Grabhügel stammen vermutlich aus der Späten Bronzezeit oder Eisenzeit. 1964 wurde im Ort ein Reihengräberfeld aus karolingisch-ottonischer Zeit entdeckt.

### Spätmittelalter bis zur Frühen Neuzeit
Um 1360 gehörte Mosenberg größtenteils zum Besitz der Rauschner von Burg Rauschenstein in Arnstein. Aus nicht geklärter Ursache fiel Mosenberg um 1500 wüst und wurde entweder davor oder danach von den Rauschnern an das Hochstift Bamberg verkauft. Dieses veräußerte die Felder und Wälder im Bereich der ehemaligen Ortschaft im Jahr 1527. In den folgenden Jahrhunderten siedelten sich wieder Bewohner an, so dass für das Jahr 1801 ein Hirtenhaus und sieben Bauernhöfe in Mosenberg verzeichnet sind.
Vermutlich 1774 wurde erstmals eine Kapelle in Mosenberg errichtet. Es handelte sich um einen kleinen verschieferten Holzbau am Ortsausgang nach Frankenberg mit einer Grundfläche von 7,2 m². Sie wurde als Ersatz für eine kleine Betkapelle errichtet, die früher am Wald bei Wallersberg gestanden haben soll. Um 1878 war die Kapelle bereits vom Verfall bedroht und konnte erst im Juli 1880 saniert werden, nachdem ein Jahr zuvor ein neuer Besitzer das Grundstück, auf dem die Kapelle stand, erworben hatte.

### 19. Jahrhundert bis Heute
Die Freiwillige Feuerwehr in Mosenberg wurde 1884 gegründet.
Im Jahr 1961 wurde eine neue, größere katholische Kapelle mit dem Patrozinium Mariä Namen eingeweiht. Sie entstand nach den Plänen des Lichtenfelser Kreisbaumeisters Werner Ruff. An der Außenseite sind neben der Eingangstür die Figuren der beiden Heiligen Antonius von Padua (links) und Laurentius von Rom (rechts) eingelassen. Zentrales Bildwerk ist eine alte Marienstatue an der Altarwand. Im Jahr 2011 wurde die Kapelle vor dem 50-jährigen Jubiläum durch den Kapellenerhaltungsverein generalsaniert.
Im Jahr 1971 wurde die Straße von Wallersberg nach Mosenberg gebaut, wodurch der Ort besser an das Kleinziegenfelder Tal und an die nächstgrößeren Ortschaften Weismain und Stadelhofen angeschlossen wurde. Die feierliche Eröffnung des Straßenabschnitts fand im Januar 1972 statt. Der damalige Arnsteiner Pfarrer Ludwig Wimplinger vollzog die Segnung und Landrat Helmut G. Walther gab die Strecke mit dem Durchschneiden eines weißen Bandes symbolisch frei. Vier Jahre später wurde die Straße bis Frankenberg erweitert.
Mosenberg wurde am 1. Januar 1976 als Teil der Gemeinde Wallersberg zusammen mit den dazugehörenden Ortschaften Frankenberg, Schammendorf, Waßmannsmühle und Weihersmühle nach Weismain eingemeindet.

### Einwohnerentwicklung
Die Tabelle gibt die Einwohnerentwicklung von Mosenberg wieder.
| Jahr | Einwohner | Quelle |
| ---- | --------- | ------ |
| 1803 | 53        | [ 6 ]  |
| 1833 | 58        | [ 10 ] |
| 1949 | 55        | [ 6 ]  |
| 1987 | 60        | [ 11 ] |
| 2013 | 49        | [ 12 ] |
| 2015 | 49        | [ 1 ]  |

## Vereine
- Freiwillige Feuerwehr Wallersberg-Mosenberg
- Kapellenerhaltungsverein